# Rychlobruslení na Zimních olympijských hrách 2014 – 5000 metrů muži
Závod na 5000 metrů mužů na Zimních olympijských hrách 2014 se konal v hale Adler-Arena v Soči dne 8. února 2014. Čeští závodníci se jej nezúčastnili.
Alexandr Rumjancev, který na trati 5000 m skončil na 11. místě, byl v listopadu 2017 Mezinárodním olympijským výborem zpětně diskvalifikován, a to kvůli jeho údajnému zapojení do ruského dopingového skandálu na ZOH v Soči. V prosinci téhož roku potkal stejný osud Ivana Skobreva (původně 7. místo). Po hromadném odvolání ruských sportovců byly na začátku února 2018 jejich tresty Mezinárodní sportovní arbitráží zrušeny.

## Výsledky
| Pořadí           | Dvojice | Dráha | Jméno                  | Země                   | Čas          | Ztráta |
| ---------------- | ------- | ----- | ---------------------- | ---------------------- | ------------ | ------ |
| Zlatá medaile    | 10      | O     | Sven Kramer            | Nizozemsko             | 6:10,76 (OR) | 0,00   |
| Stříbrná medaile | 12      | I     | Jan Blokhuijsen        | Nizozemsko             | 6:15,71      | +4,95  |
| Bronzová medaile | 11      | I     | Jorrit Bergsma         | Nizozemsko             | 6:16,66      | +5,90  |
| 4.               | 12      | O     | Bart Swings            | Belgie                 | 6:17,79      | +7,03  |
| 5.               | 11      | O     | Sverre Lunde Pedersen  | Norsko                 | 6:18,84      | +8,08  |
| 6.               | 7       | O     | Denis Juskov           | Rusko                  | 6:19,51      | +8,75  |
| 7.               | 8       | O     | Ivan Skobrev           | Rusko                  | 6:19,83      | +9,07  |
| 8.               | 13      | I     | Patrick Beckert        | Německo                | 6:21,18      | +10,42 |
| 9.               | 6       | O     | Håvard Bøkko           | Norsko                 | 6:22,83      | +12,07 |
| 10.              | 6       | I     | Moritz Geisreiter      | Německo                | 6:24,79      | +14,03 |
| 11.              | 9       | O     | Alexandr Rumjancev     | Rusko                  | 6:24,93      | +14,17 |
| 12.              | 13      | O     | I Sung-hun             | Jižní Korea            | 6:25,61      | +14,85 |
| 13.              | 2       | O     | Jan Szymański          | Polsko                 | 6:26,35      | +15,59 |
| 14.              | 8       | I     | Shane Dobbin           | Nový Zéland            | 6:26,90      | +16,14 |
| 15.              | 9       | I     | Dmitrij Babenko        | Kazachstán             | 6:28,26      | +17,50 |
| 16.              | 7       | I     | Emery Lehman           | Spojené státy americké | 6:29,94      | +19,18 |
| 17.              | 3       | O     | Andrea Giovannini      | Itálie                 | 6:30,84      | +20,08 |
| 18.              | 3       | I     | Ewen Fernandez         | Francie                | 6:31,08      | +20,32 |
| 19.              | 10      | I     | Jonathan Kuck          | Spojené státy americké | 6:31,53      | +20,77 |
| 20.              | 1       | O     | Patrick Meek           | Spojené státy americké | 6:32,94      | +22,18 |
| 21.              | 5       | I     | Alexej Baumgärtner     | Německo                | 6:34,34      | +23,58 |
| 22.              | 2       | I     | Mathieu Giroux         | Kanada                 | 6:35,77      | +25,01 |
| 23.              | 1       | I     | Sebastian Druszkiewicz | Polsko                 | 6:37,16      | +26,40 |
| 24.              | 4       | O     | Kim Čchol-min          | Jižní Korea            | 6:37,28      | +26,52 |
| 25.              | 5       | O     | Simen Spieler Nilsen   | Norsko                 | 6:42,47      | +31,71 |
| 26.              | 4       | I     | Shane Williamson       | Japonsko               | 6:42,88      | +32,12 |